# شرشور مخطط
الشرشور المخطط (الاسم العلمي: تينيوبيجيا غيتاتا - Taeniopygia guttata) هو أشهر أنواع العصافير ضمن فصيلة شمعية المنقار في وسط أستراليا. ينتشر الشرشور المخطط في معظم أنحاء القارة الأسترالية، ويتجنب العيش فقط في المناطق الباردة الرطبة الجنوبية وبعض المناطق الاستوائية في أقصى الشمال. يعيش الشرشور المخطط أيضا في موطنه الأصلي في جزيرة تيمور الإندونيسية، كما يتواجد في بورتوريكو والبرتغال.

## التصنيف والتطور
تم تصنيف الشرشور المخطط لأول مرة في عام 1801 خلال بعثة المستكشف نيكولاس بودين إلى أستراليا. ذكر عالم الطيور لويس جان بيير فيو الشرشور المخطط في كتابه (Nouveau Dictionnaire d'Histoire Naturelle) في عام 1817 حيث أطلق عليه الاسم العلمي فرينغيلا غيتاتا (Fringilla guttata). في عام 1837 أطلق عالم الطيور جون غولد على السلالة الفرعية الأسترالية مُسمى أمادينا كاستانوتيس (Amadina castanotis). تم وصف الجنس الحالي تينيوبيجيا (Taeniopygia) في عام 1862 من قبل عالم النبات لودفيغ ريخنباخ. يندرج الشرشور المخطط ضمن عائلة بوفيليني (Poephilini) جنبا إلى جنب مع جنس بوفيلا (Poephila) الذي كان مدرجا فيها بالسابق. تم تبرير الانقسام بين جنس تينيوبيجيا (Taeniopygia) وجنس بوفيلا (Poephila) من خلال دراسة أُجريت عام 1987 باستخدام رحلان البروتينات وعلم الوراثة الخلوية.
يوجد نُويعين للشرشور المخطط:
- تينيوبيجيا غيتاتا غيتاتا (Taeniopygia guttata guttata): يمتد موطنه من جزيرة لومبوك في جزر سوندا الصغرى إلى جزيرة سيرماتا في إندونيسيا، بالإضافة إلى المناطق الساحلية المحيطة بقارة أستراليا.
- تينيوبيجيا غيتاتا كاستانوتيس (Taeniopygia guttata castanotis): يُطلق عليه اسم كستنائي الوشاحين ويوجد في مناطق متفرقة من قارة أستراليا، كما يُعرف بالشرشور المخطط الأسترالي.[12]

من المحتمل أن يكون الشرشور المخطط قد تطور في أستراليا مع افتراض نشأة الجنس إما في شمال أو جنوب شرق أستراليا. قد يرجع سبب التوزيع الحالي لنُويع تينيوبيجيا غيتاتا غيتاتا (T. g. guttata) إلى التجلد البليستوسيني نظرا لانخفاض مستوى سطح البحر بين حوالي 100 و150 مترا (330 و490 قدما) مما قرّب سواحل جزيرة تيمور وأستراليا من بعضيهما. ترتب على ذلك انتقال الطيور التي جرفتها الأعاصير إلى البحر والجبال بالقرب من الساحل الغربي لجزيرة تيمور مما دفعها إلى الهبوط على اليابسة.
الاختلافات المورفولوجية بين السلالات الفرعية تشمل التباين في الحجم. يُعَد نُويع تينيوبيجيا غيتاتا غيتاتا (T. g. guttata) أصغر حجما من نُويع تينيوبيجيا غيتاتا كاستانوتيس (T. g. castanotis). بالإضافة إلى ذلك، لا يوجد لدى ذكور نُويع تينيوبيجيا غيتاتا غيتاتا (T. g. guttata) الحواف الدقيقة الموجودة أسفل الوجه وأعلى الصدر لدى نُويع تينيوبيجيا غيتاتا كاستانوتيس (T. g. castanotis)، بل تكون علاماته الصدرية أصغر.

## الموطن والانتشار
الشرشور المخطط هو أكثر الطيور من فصيلة شمعية المنقار الأسترالية من حيث الانتشار ويغطي حوالي 75%؜ منها على اليابسة في أستراليا. بشكل عام لا يتواجد نُويع تينيوبيجيا غيتاتا كاستانوتيس (T. g. castanotis) على السواحل باستثناء الحافة الغربية القاحلة. يتوزع نُويع تينيوبيجيا غيتاتا غيتاتا (T. g. guttata) على جزيرتي لومبوك وسومباوا في جزر سوندا الصغرى شرقا إلى لوانغ وسيرماتا، وجنوبا إلى جزر سومبا وسافو وداو وروتي وسيماو وتيمور.
يتم العثور على نُويع تينيوبيجيا غيتاتا كاستانوتيس (T. g. castanotis) بشكل عام في المناطق الأكثر جفافا، ويختار المناطق القريبة من المياه والأماكن التي يتركز فيها المطر بعد سقوطه. من المحتمل أن يرجع ذلك إلى وفرة الغطاء النباتي أكثر من وفرة المياه كمورد في حد ذاته، كما يعيش الشرشور المخطط في الأراضي العشبية ذات الأشجار والشجيرات المتناثرة وفي الغابات المفتوحة أو المعشبة، بالإضافة إلى المناطق المزروعة مثل حقول الأرز. عادة ما يظل محصورا في المناطق الساحلية المنخفضة للجزر التي يسكنها، ولكن يمكن أن ينتقل إلى ارتفاعات تصل إلى 2300 متر (7500 قدم) لاستغلال المراعي والتوسع الزراعي.
على الرغم من أن الشرشور المخطط تبدأ بالتكاثر بعد هطول الأمطار مثلا، يرى أستاذ علم الحيوان والسلوك كلاوس إميلمان أن هطول الأمطار الغزيرة المستمر يضر الشراشير المخططة حيث لوحظ أن العش لا يحمي الأفراخ أو البيض من المطر، وقد يؤدي هطول الأمطار أحيانا إلى التخلي عنها، كما اكتشف كلاوس إميلمان مغادرة الشراشير المخططة لمنطقة ويندهام بعد أول هطول لأمطار غزيرة في نوفمبر 1959، لكنها عادت لتتكاثر في أبريل. من المفترض أن الطيور في أجزاء من شمال أستراليا تهاجر إلى الداخل خلال موسم الأمطار من أكتوبر إلى مايو، وتعود إلى المناطق الساحلية خلال الأشهر الأكثر جفافا.

## دورة الحياة

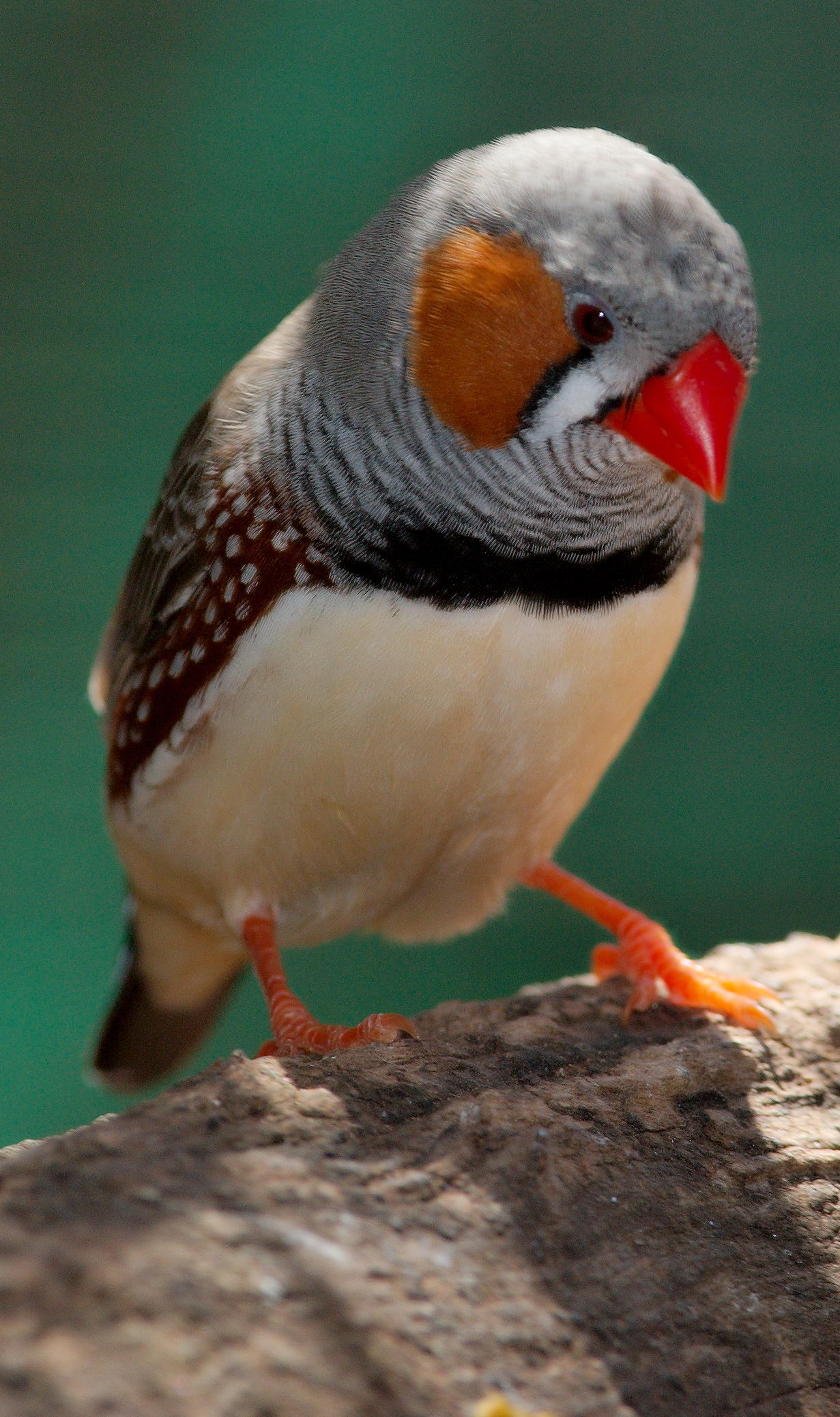
ذكر بالغ، حديقة دندي وايلدلايف، موراي بريدج، جنوب أستراليا

يتفاوت متوسط العمر المتوقع للشراشير المخططة بدرجة كبيرة نظرا للعوامل الوراثية والبيئية، حيث قد يصل عمرها إلى 5 سنوات في بيئتها الطبيعية، أما إذا تم تربيتها في أقفاص، فإنها تعيش عادة ما بين 5 إلى 9 سنوات وقد يمتد عمرها أحيانا إلى 12 عاما. تم تسجيل حالة استثنائية في الأسر بلغ فيها عمر الطائر 14.5 عاما. أكبر التهديدات التي قد يواجهها الشرشور المخطط في الأسر هو الافتراس من قبل القطط وفقدان الغذاء الطبيعي.

## التغريد وخلافه من الأصوات

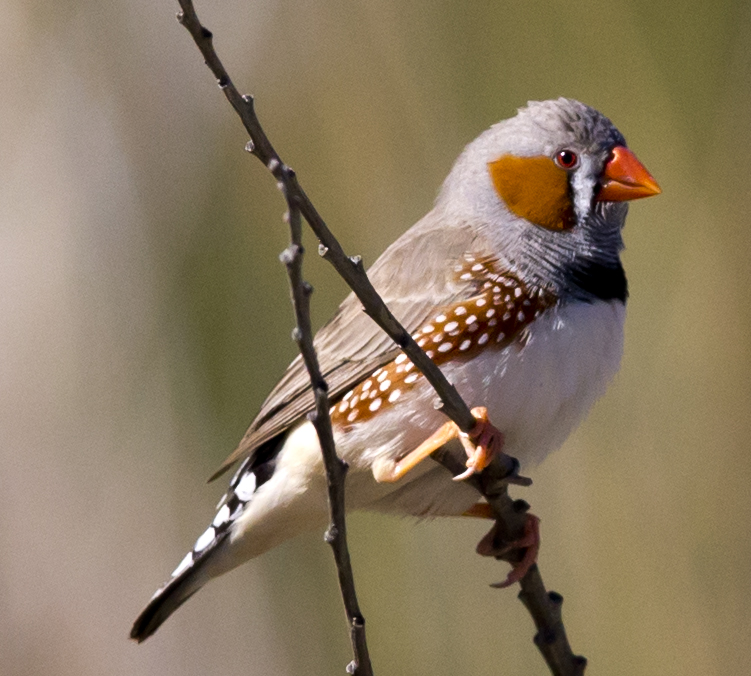
ذكر، أستراليا الغربية، أستراليا

تغرد الشراشير المخططة بصخب وتطلق نداءات بصوت عالٍ. تغريداتها عبارة عن أصوات صفير صغيرة تؤدي إلى أغنية إيقاعية متفاوتة التعقيد لدى الذكور. تختلف أغنية كل ذكر، على الرغم من أن الطيور من نفس سلالة الدم ستظهر أوجه تشابه، وستتراكب النغمات التي تطلقها جميع العصافير على تفردها في إطار إيقاعي مشترك. يتعلم صغار الذكور بشكل عام تغريدات آبائهم مع اختلاف بسيط. يستغرق صغار الذكور فترة حساسة وحرجة لتعلم التغريدات من خلال تقليد مُعلِّم ذكر بالغ. تتطور الأصوات المبكرة سيئة التنظيم إلى «تغريدة بلاستيكية» والتي تكون متغيرة الأداء ولكنها سرعان ما تبدأ بمزج بعض العناصر المميزة لتغريدات المُعلِّم.
أظهرت دراسة أجريت من قبل (Nottebohm) وآخرون قدرة العصافير على تقليد تغريدة مُعلِّمها بنجاح بعد تعرض قصير نسبيا (بإجمالي 40 إعادة لنمط التغريدة لمدة 30 ثانية) وذلك خلال فترة التعلم الحساسة. تشكل هذه العصافير في النهاية «نموذجا» لما يجب أن تبدو عليه التغريدة الصحيحة. يتم الاعتماد على ردود الفعل السمعية لتعلم التغريدة وممارستها عند الصغر وصيانة التغريدة عند البلوغ. تحافظ العصافير البالغة على تغريداتها من خلال تصحيح أي انحرافات عن نموذج التغريدة المستهدفة. خلال فترة البلوغ، أي حوالي 90 يوما، تمر تغريدة العصفور بمرحلة التبلوُر حيث يكون نموذج التغريدة مستقرا ولا يتغير بعد ذلك.
يبدأ ذكور الشراشير المخططة بالتغريد عند البلوغ، بينما تفتقر الإناث إلى القدرة على التغريد. يرجع ذلك إلى الاختلاف في النمو حيث ينتج في الجنين هرمون التستوستيرون، والذي يتحول إلى استراديول في الدماغ، والذي بدوره يؤدي إلى تطوير الجهاز العصبي لنظام التغريدة. تشارك مناطق متعددة من الدماغ في إنتاج التغريدة. عندما يغرد العصفور أغنية قد تعلمها مسبقا، تقوم منطقة دماغ الطيور (HVC) بإسقاط نواة قوية إلى منطقة أخرى (archistriatum - RA) إلى الأعصاب القحفية (تحت اللسان). تتحكم هذه الأعصاب الحركية في عضلات القصبة الهوائية والمصفار. عند تعلم تغريدة جديدة، ترسل منطقة (HVC) إشارات إلى المنطقة (X) في الفصوص الدماغية، والتي تتصل بالنواة الوسطى للمهاد الظهراني الوحشي (DLM). يتصل هذا الهيكل بالنواة المغناطيسية الجانبية للعصب الأمامي (LMAN)، والذي يسقطها إلى منطقة (RA)، ويستمر كتغريدة عادية مكتسبة. لا تزال وظيفة المناطق المختلفة المشاركة في التعلم قيد الدراسة. من المحتمل أن تشارك المنطقة (X) في تعلم تغريدة جديدة، بينما من المحتمل أن تلعب (LMAN) دورا رئيسيا في اللدونة العصبية اللازمة للتعلم. يعتمد تفعيل سلوك التغريدة في وقت لاحق على الأندروجينات.
تتعلم الشراشير المخططة تغريداتها من البيئة المحيطة بها، وبالتالي غالبا ما يتم استخدامها كـنماذج حية للطيور في دراسة القواعد العصبية للتعلم والذاكرة والتكامل الحسي. على سبيل المثال، تناولت الدراسات دور البروتين الجيني (FoxP2) في تعلم التغريد وتم استنتاج أن الإفراط في التعبير لدى البروتين الجيني (FoxP2) في نواة التحكم في التغريدة، المنطقة (X)، يمنع التعلم الدقيق للتغريدات وتقليد المُعلِّم. لهذه الدراسات أيضا آثار على الكلام البشري. الأفراد الحاملين لطفرة اقترانية زيجوتية في البروتين الجيني (FoxP2) يُظهرون اضطرابا في الكلام. بسبب أنماط التعبير المتشابهة بين البشر والطيور المغردة، يتم استخدام الشرشور المخطط كنموذج لدراسة التعبير البروتين الجيني (FoxP2). في عام 2008 تمكن العلماء من تسلسل جينوم الشرشور المخطط، وهو ثاني جينوم للطيور يتم تسلسله بعد الجينوم الخاص بـالدجاج.
تستخدم الشراشير المخططة إشارة صوتية للتواصل مع الأجنة حيث تطلق نداء حضانة لبيضها عندما يكون الطقس حارا — فوق 26 درجة مئوية (79 درجة فهرنهايت) — وعند اقتراب نهاية فترة الحضانة. يغير هذا النداء نمو وسلوك الأفراخ، حيث يكون للأفراخ التي حصلت على نداء حضانة كتلة أقل في نهاية مرحلة التعشيش عند مواجهة درجات الحرارة الأعلى في العش. يختلف ذلك عن الأفراخ التي لا تتلقى نداء حضانة، والتي يكون لها كتلة أعلى في نهاية التعشيش بعد تعرضها لدرجات حرارة عالية في العش. بالإضافة إلى ذلك، إن الأفراخ التي لا تتلقى نداء حضانة كأجنة تكون أكثر عرضة للنداء بعد تعرضها لدرجات حرارة عالية في العش.
يتم استخدام سلوك النداء بواسطة الشراشير المخططة للتفاوض على واجبات رعاية الوالدين. في تجربة تم فيها تأخير عودة الذكور إلى العش، وُجد أن النداءات الثنائية الناتجة كانت أقصر وأكثر تكرارا. يُعتبر هذا أول نوع يتم من خلاله تسجيل المفاوضات الصوتية حول رعاية الوالدين.

## السلوك

### التكاثر

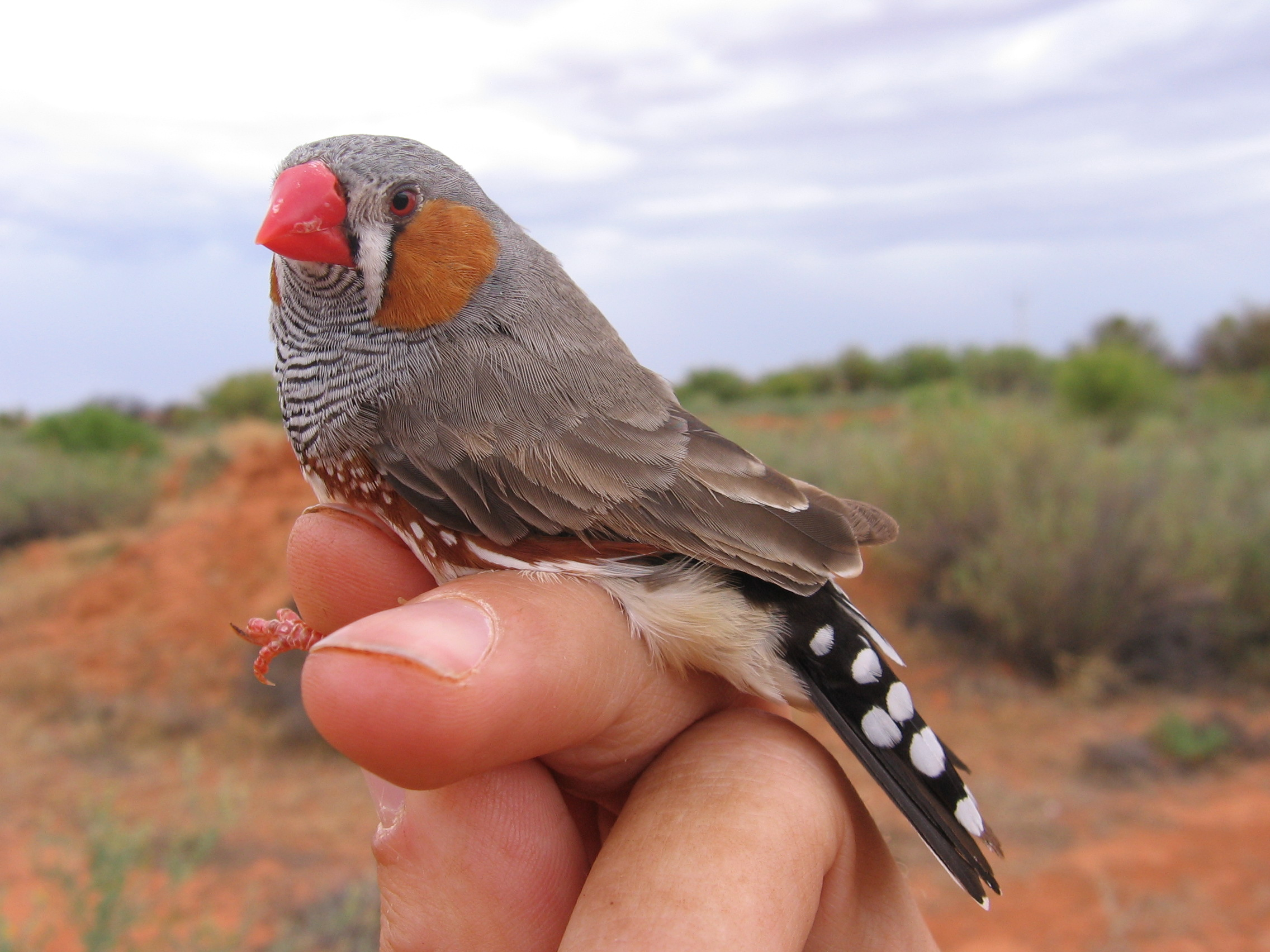
ذكر، بروكن هيل، أستراليا

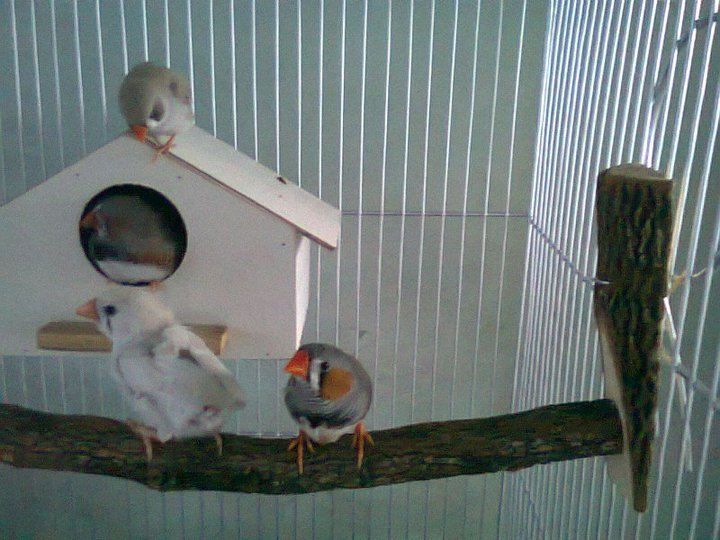
4 شراشير داخل قفص

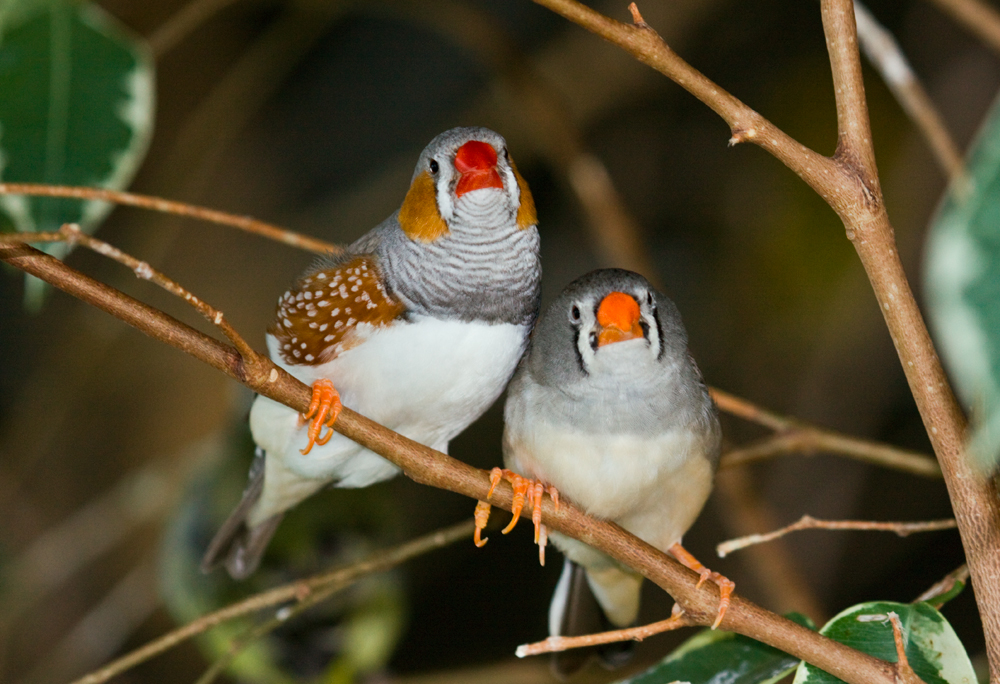
زوج من الشراشير

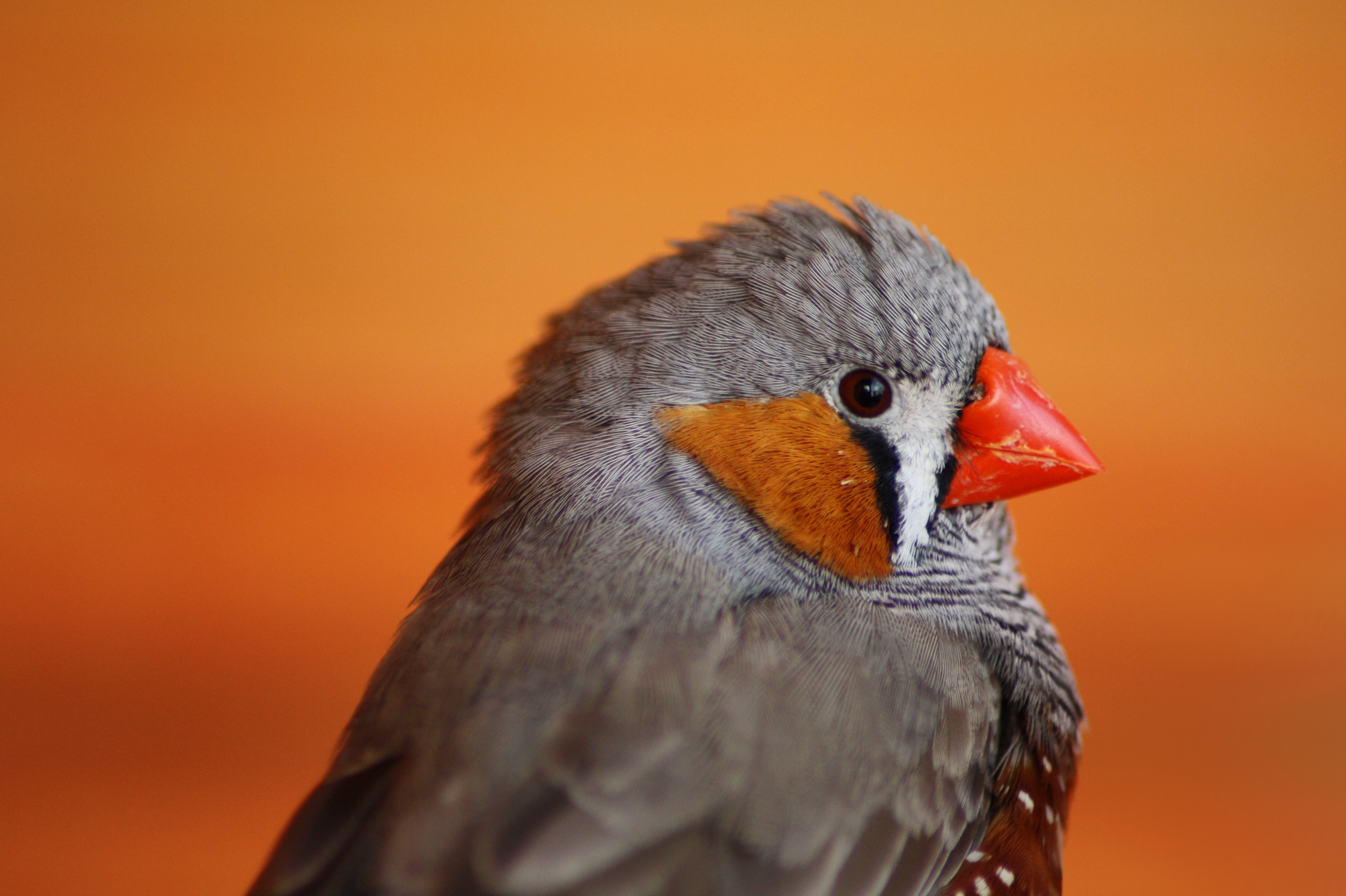
ذكر في الأسر

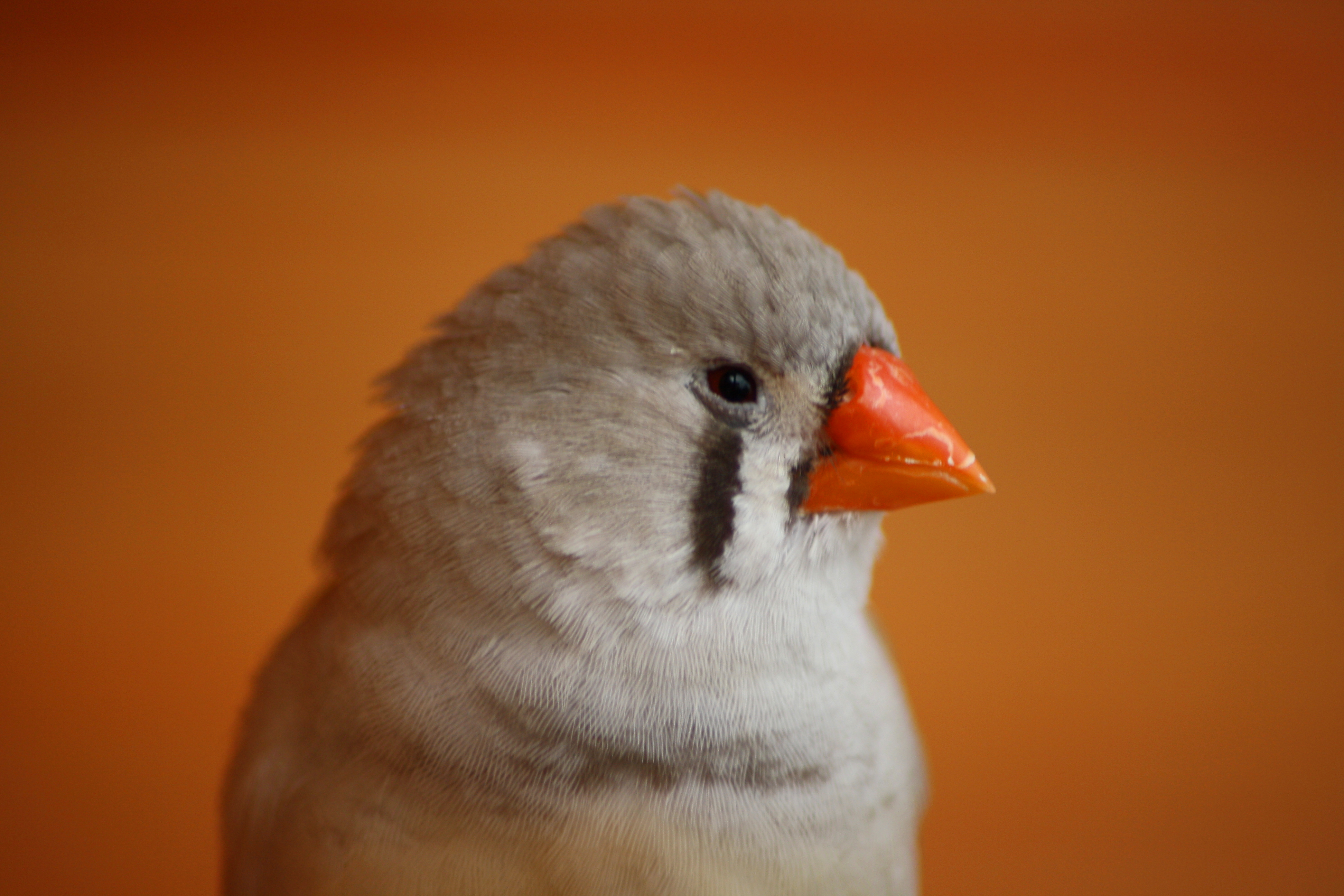
أنثى في الأسر

تتكاثر الشراشير المخططة عموما في مستعمرات واسعة قد تصل إلى 50 عشا (على الرغم من أن عدد الأفراد في المستعمرة يمكن أن يصل إلى حوالي 230 عند التكاثر، وحوالي 350 في مواسم عدم التكاثر)، ولكن قد تعشش أحيانا بشكل منفرد. عادة ما تضع الشراشير المخططة عشها في شجرة أو شجيرة شائكة، كما أنها تعشش في أماكن أخرى سواء كانت طبيعية أو اصطناعية. غالبا ما تتواجد أعشاش متعددة في شجيرة واحدة.
تنشغل المستعمرات على مدار السنة في الأجزاء غير القاحلة من أستراليا. خلال الأيام الباردة في موسم عدم التكاثر، يتغذى أعضاء هذه المستعمرات في أسراب لمدة ساعتين تقريبا، وينقسمون إلى مجموعات صغيرة للراحة والاستعداد والتغريد والتودد قبل البحث عن الطعام مرة أخرى في سرب كبير حتى ما يقارب ساعة قبل غروب الشمس قبل العودة إلى مستعمراتهم. في الأيام الأكثر دفئا تعود بعض المستعمرات الصغيرة إلى مساكنها لبناء أعشاشها وممارسة أنشطتها الطبيعية. خلال موسم التكاثر، تعود العصافير التي تجد أو تبني عشا بعد حوالي ساعة من إطعامها، وفي الأيام الباردة ينضم إليها الصغار الذين ما زالوا في فترة الحضانة. في بعض الأحيان قد يلجأ الزوجين الذين لم يضعوا بيضهم بعد إلى التزاوج في «أشجار التودد» خاصة قبل الانضمام إلى السرب. ينخرط معظم الأزواج في الأنشطة الاجتماعية والتي تحدث غالبا في «الأشجار الاجتماعية» في فترة ما بعد الظهر. في كثير من الأحيان لا يتكاثر الشرشور المخطط في مكان نشأته.
من الطيور الحلقية التي تم تربيتها في مستعمرة داناهر، أستراليا (36°09′S 145°26′E / 36.150°S 145.433°E) من 1985 إلى 1989، تم تفريخ 24% منها في المستعمرة أو في المنطقة المجاورة مباشرة. على عكس معظم الجواثم، هذا الانتشار الحيوي غير قائم على الجنس. ومع ذلك فإن الذكور الذين تتراوح أعمارهم بين 36 و50 يوما هم أكثر عرضة للانتشار من الإناث، على الرغم من أنه بعد هذا العمر تنتشر الإناث بعدد أكبر من الذكور. يُشكل الافتراس عامل رئيسي في عملية الاستعمار. تعاني الأعشاش الموجودة في المستعمرة الرئيسية من الافتراس بشكل أقل من الأعشاش البعيدة. تزداد احتمالية افتراس أعشاش الأزواج التي تقع في الأدغال على بعد أكثر من 20 مترا (66 قدما) من نبات التعشيش السابق، بالإضافة إلى المكان الذي يعشش فيه الآخرون، من المرجح أن يعشش الأفراد بالقرب من كائنات حية أخرى. قد يلعب النجاح التناسلي لأنواع معينة دورا في المكان الذي يعشش فيه الأفراد، حيث تبين من دراسة نُشرت في عام 2012 أن تلك العصافير كانت أكثر عرضة للتكاثر بالقرب من أعشاش تضم أفراخ يزيد عمرها عن 6 أيام (تُستخدم كبديل للنجاح التناسلي لأنها تفرخ حوالي 87% من الوقت).
تبني الشراشير المخططة أعشاش للجثم وأعشاش التكاثر. يكون عش الجثم على شكل قبة وله مدخل كبير على جانبه وليس له نفق كمدخل. يساعد هذا العش الشراشير في الحفاظ على حرارة الجسم (على الأرجح من خلال السقف والجدران ومن خلال السماح للطيور بالتجمع معا). يحافظ الفرد داخل عش الجثم حوالي 18% أكثر من طاقة الفرد بالخارج. عش التكاثر (يتراوح طوله عموما من 12 إلى 24 سنتيمتر (4.7 إلى 9.4 بوصة) يكون له مدخل صغير، يتبعه نفق يبلغ قطره حوالي 3 إلى 5 سنتيمتر (1.2 إلى 2.0 بوصة) ويصل طوله إلى 3 سنتيمتر (3.1 بوصة)، مما يخفي محتويات العش ويؤدي إلى حجرة البيض التي يبلغ قطرها (من الخارج) 12 إلى 20 سنتيمتر (4.7 إلى 7.9 بوصة)، ويفصل بين النفق وحجرة البيض حافة مرتفعة مما يمنع البيض من التدحرج. غالبا ما يتم وضع حجرة البيض في عش قديم، وفي حال تعذر ذلك يتم إنشاء أساس يتكون من عدة سيقان قصيرة وصلبة فوق الفروع الأفقية. تتراوح سماكة جدران العش من 1 إلى 3 سنتيمتر (0.39 إلى 1.18 بوصة) مع طبقة خارجية من سيقان أعشاب طويلة صلبة وخشنة وطبقة داخلية من سيقان قصيرة ناعمة ورفيعة، كما تكون حجرة البيض مبطنة بمواد ناعمة مثل الصوف والريش. يتم الدفاع عن كلا العُشَّين خلال النهار وقد يُسمح أحيانا لطائر يائس بالدخول إلى عش الجثم أثناء الليل، بينما يبقى عش التكاثر دائما تحت الحراسة.
تنتهز الشراشير المخططة الوقت المناسب للتكاثر كلما أصبحت ظروف بيئتها مواتية، حيث يبدأ السلوك التناسلي بعد حوالي شهر إلى ثلاثة أشهر من توفر المياه، وذلك لتوفير البذور شبه الناضجة (الطعام الأساسي) للصغار عندما يفقس البيض. تتماشى هذه النتيجة مع فرضية جودة الطعام الخاصة بتربية الشرشور المخطط، والتي تنص على أن بذور الحشائش الجافة غير كافية كمصدر غذائي للأفراخ، وأن الغذاء عالي الجودة (مثل البذور الناضجة) ضروريا للحفاظ عليها. وبالتالي يمكن أن تتكاثر هذه الشراشير في الأسر على مدار السنة إذا تم تزويدها بكمية كافية من المياه، وقد تحاول التكاثر عدة مرات في موسم التكاثر.
هذه الشراشير أحادية الزواج اجتماعيا، مع روابط زوجية تدوم حتى وفاة أحد الشريكين، وبعد ذلك تتزاوج الطيور الأرملة. قد يحدث تزاوج الزوج الإضافي (الاختلاطية الجنسية) وهي حالة التزاوج مع شركاء جنسيين مختلفين من حين لآخر وعادة ما تطلبه الإناث. تُعتبر الأبوة من الزوج الإضافي نادرة نسبيا في البرية حيث تمثل حوالي 2% من اليافعين. تحدث محاولات تزاوج الزوج الإضافي قسريا من قبل الذكور بشكل متكرر (حوالي 43.8% من الوقت في دراسة واحدة)، لكن يمكن للإناث دائما مقاومة التزاوج القسري بنجاح إذا اختارت ذلك.
توجد عدة فرضيات حول سبب تطور تزاوج الزوج الإضافي، إحداها نظرية الجينات الجيدة، والتي تنص على أن الأنثى تختار التزاوج مع زوج إضافي إذا منح الذكر الإضافي نسله فوائد مباشرة نتيجة أليلات الذكر. توجد دراسات قد تدعم هذه الفرضية مثل دراسة أُجريت عام 1992 حيث تبين وجود علاقة بين معدل تغريدة الذكر ومدى جاذبيتها (تُقاس على أساس مقدار الوقت الذي تقضيه الأنثى مع الذكر)، في حين وجدت دراسة أُجريت عام 2007 أن استجابة الأنثى (تُقاس بالسلوكيات التي تشير إلى نية التزاوج أو الرفض) لم تكن مرتبطة بشكل كبير بلون منقار الذكر أو معدل تغريدته. بدلا من ذلك، تم افتراض أن معدل التغريدة يلفت انتباه الإناث إلى الذكور. وفقا لمؤلف النظرية، يعني ذلك أن صحة استنتاجات دراسة عام 1992 بحاجة إلى إعادة النظر.
بالاقتران مع نقص التأثير الذي تتمتع به بعض السمات المورفولوجية، فإن السيطرة الكبيرة للإناث على التزاوج يمكن أن تشير إلى الانتقاء الجنسي القائم على المطاردة، حيث يتم تطوير سمة مُبالغ فيها لمواجهة المقاومة المتزايدة من قبل الأنثى لهذه الميزة. هناك نظرية أخرى تفسر سبب تطور تزاوج الزوج الإضافي وهي نظرية الارتباط الجيني بين الجنسين. تستند هذه النظرية إلى عدم وجود فوائد محددة للإناث في تزاوج الزوج الإضافي، والفوائد التي يتمتع بها الذكور من خلال كونهم مختلطين جنسيا. تنص النظرية على أن سلوك تزاوج الزوج الإضافي يمكن أن ينشأ من نفس مجموعة المواضع، وبالتالي فإن الاختيار القوي لسلوك تزاوج الزوج الإضافي سيختار بشكل غير مباشر سلوك الاختلاطية الجنسية لدى الإناث.
هناك العديد من السمات المرتبطة بزيادة حالات تزاوج الزوج الإضافي. قضاء الوقت مع الشريك أكثر أهمية من جاذبية الذكر (وفقا لحكم الإناث الأخريات؛ يرتبط حكم الأنثى على الجاذبية إيجابيا بأحكام الإناث الأخريات). تفضل الأنثى تناسق الريش مثل الخطوط على الصدر مع الميزات الاصطناعية مثل عصابات الساق، حيث يُقاس ذلك بعدد المرات التي يستعرض فيها الذكر.

بسبب انتشار حالات الأبوة من الزوج الإضافي، طور الذكور آليات مختلفة لمحاولة ضمان أبوتهم من شريكاتهم. يحرس الذكر شريكته من خلال ملاحقتها وإيقاف محاولات التزاوج مع الزوج الإضافي. تحدث أيضا منافسة الحيوانات المنوية، حيث يحاول اثنان من الذكور أو أكثر تلقيح بويضة واحدة. هذا ما يشير إليه تزاوج الذكر مع شريكته أكثر في اليوم السابق لبدء التبويض، حيث أن آخر ذكر يزاوج الأنثى قبل التبويض التالي لديه فرصة تتراوح ما بين 70% و80% لتلقيح البويضة المعنية. يحدث تكيف آخر في منافسة الحيوانات المنوية وهو قيام الذكور بإنزال ما يصل إلى 7 مرات أكثر من الحيوانات المنوية في التزاوج مع الزوج الإضافي. تحدث الزيادة في كمية الحيوانات المنوية بسبب توليفة حجم القذف الذي يتحكم فيه الوقت بين التزاوج السابق، وحقيقة أن تزاوج الزوج الإضافي عند الذكر يحدث بعد انتهاء فترة التزاوج بين الزوج الأساسي.

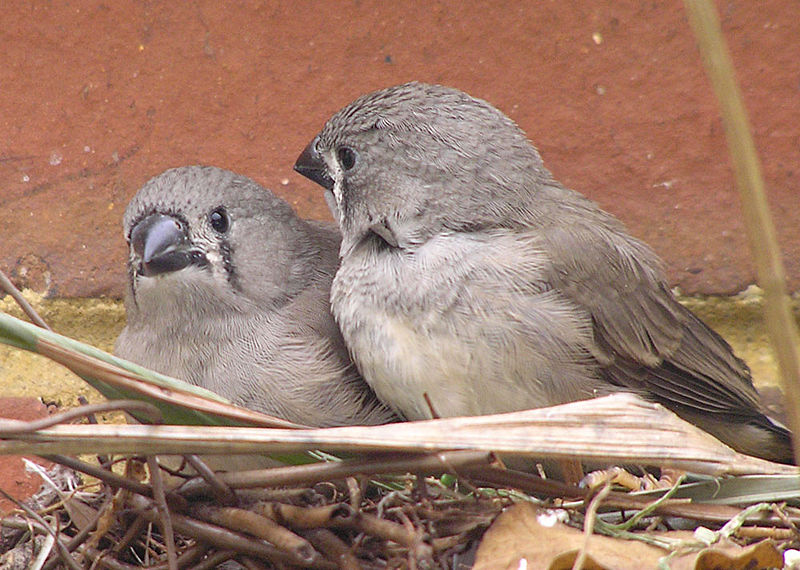
فراخ

تضع الأنثى من 2 إلى 8 بيضات في الدفعة الواحدة، و5 بيضات هو العدد الأكثر شيوعا. يكون لون هذا البيض إما أبيض أو أزرق رمادي شاحب، وحجمه حوالي 16 × 10 ميلمتر (0.63 × 0.39 بوصة). يتم احتضان البيض لمدة تتراوح ما بين 14 - 16 يوما. حوالي 5% إلى 11% من النسل ناتج عن متطفلات أعشاش غير محددة، وفي حالات التطفل عادة ما توجد بيضة طفيلية واحدة فقط لكل عش. بالإضافة إلى ذلك، غالبا ما تحتوي الأعشاش المتطفلة على بيضة واحدة أكثر من العش غير موبوءة بالطفيليات. قد تتبع الأنثى إستراتيجية مختلطة فيما يتعلق بمتطفلات الأعشاش (كونها طفيلية بالإضافة إلى احتضان البيض الخاص بها). تقوم بذلك حوالي 32% إلى 58% من الإناث، وتقريبا جميعهن (حوالي 96%) يضعن بيضا طفيليا قبل احتضان البيض الخاص بها. أحيانا تضع الإناث اللاتي ليس لديهن أزواج بيضا طفيليا، ولكن لا تعتمد الإناث اللاتي لديهن أزواج فقط على التطفل. من المرجح أن تقوم الأنثى التي استضافت بيضا متطفلا في عشها في الماضي أن تعاود ذلك في المستقبل. يخفق معظم البيض جراء هذا السلوك، أي أن العائل يتخلى عن عشه الفارغ بعد وضع بيضة طفيلية. بالإضافة إلى ذلك، من المرجح أن تحقق الطفيليات الناجحة نجاحا مستقبليا من التطفل. على الأقل خلال فترة الحضانة المتأخرة، تستطيع أنثى الشرشور المخطط تمييز بيضها على أساس الرائحة. تنشأ طريقة التمييز هذه من التشابه البصري بين البيض الطفيلي وغير الطفيلي، والتكلفة المرتبطة باحتضان بيضة طفيلية غير البيضة الأصلية. عندما يتطفل طائر أثناء محاولة التعشيش، من غير المرجح أن يتعرض للتطفل مرة أخرى خلال ذلك الموسم، وعلى الأقل خلال الموسم التالي (قد يكون ذلك مبنيا على بيانات مضللة).

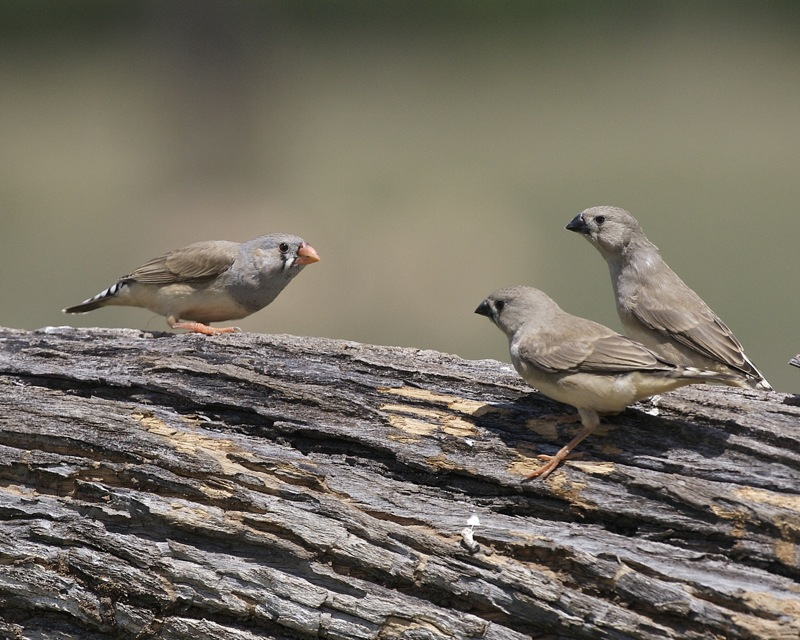
أنثى مع صغيريها، نيوساوث ويلز، أستراليا

تكتسب الشراشير الصغيرة القدرة على الطيران بعد حوالي 17 إلى 18 يوما من الفقس، ويستطيعون إطعام أنفسهم بعد حوالي 35 يوما من الفقس، على الرغم من أنهم لا يزالون يعتمدون اجتماعيا على والديهم خلال هذا الوقت. يصبح الصغار مستقلين اجتماعيا بعد حوالي 36 إلى 50 يوما من الفقس، كما أنهم يطورون ريشا جنسيا ثنائي الشكل خلال هذه الفترة. هذه العصافير سريعة في بلوغ مرحلة النضج الجنسي، ويحاول معظمها أولا تكوين روابط زوجية والتكاثر عندما يقتربون من عمر 80 يوما. خلال النصف الثاني من موسم التكاثر في مستعمرة داناهر، أستراليا، 44% من الأزواج الذين حاولوا التكاثر نتجوا عن طيور من بيض كان قد فقس في وقت مبكر من ذات الموسم.
يتشابه الذكور والإناث كثيرا في الحجم، ولكن يمكن تمييزهم بسهولة عن بعضهم البعض بعد بلوغهم مرحلة النضج، حيث يكون لدى الذكور عادة ريش خدود برتقالي فاتح، ومناقير حمراء (على عكس مناقير الإناث البرتقالية)، وبشكل عام يكون اللون الأسود والأبيض لدى الذكور لافتا للنظر بشكل أكبر.

### التوالد الداخلي
يتسبب التوالد الداخلي في الموت المبكر (انحدار تزاوج الأقارب) لدى الشراشير المخططة على الرغم من عدم تأثيره على الخصوبة على ما يبدو. يكون للأجنة الناتجة معدل نجاة أقل بكثير، حيث وجدت دراسة أن معدل البقاء على قيد الحياة للبيض المخصب من تزاوج الأشقاء يمثل حوالي 25% فقط، مقارنة بحوالي 41% للأزواج الذين لا تربطهم علاقة قربى. هذا الاختلاف المبكر في معدل النجاة يصبح في النهاية معدوما بعد اكتساب الصغار القدرة على الطيران، مع معدلات نجاة متساوية تقريبا للنسل سواء من الأشقاء أو الأزواج الذين لا تربطهم علاقة قربى. ينشأ انحدار تزاوج الأقارب في الغالب بسبب الأليلات المتنحية الضارة.

### النظام الغذائي

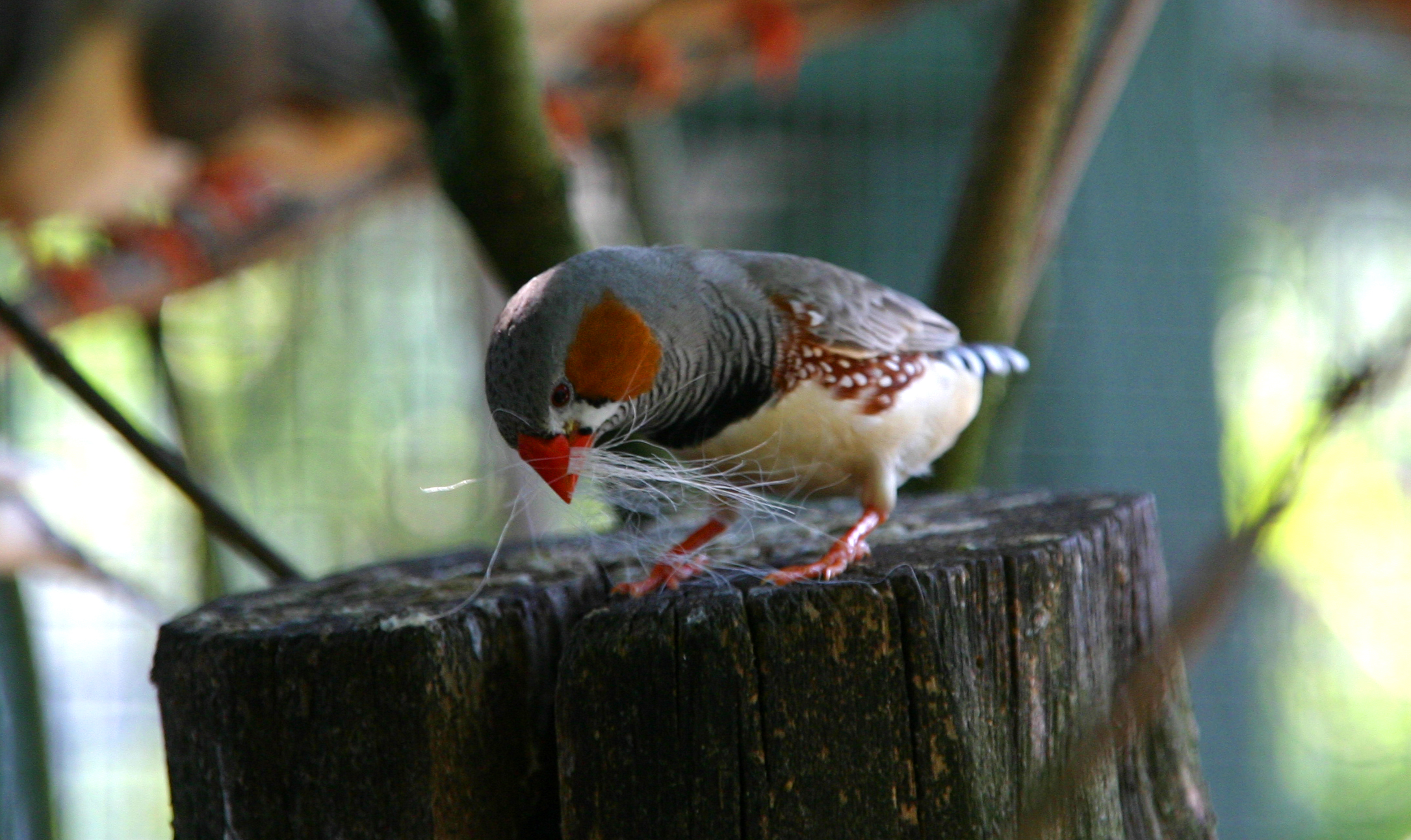
شرشور مستأنس، جنوب فرنسا

تأكل الشراشير المخططة بذور الحشائش بشكل أساسي، وتتغذى على البذور شبه الناضجة والناضجة (وتتناول أيضا البذور الجافة). يتم تجفيف كافة البذور التي تحصل عليها من على السيقان والأرض، وتأخذ معظمها من السيقان (على الأقل النويعين المحددين). يتراوح طول الأعشاب التي تأخذ منها البذور من 1 إلى 2.6 ملليمتر (0.039 إلى 0.102 بوصة)، وتفضل البذور الأكبر حجما والتي يسهل تجفيفها. وتستكمل نظامها الغذائي بالحشرات (النمل والنمل الأبيض بشكل رئيسي) والتي تصطادها في رحلات قصيرة من أماكن المراقبة، بالإضافة إلى زهور من جنس السرمق. يتكون النظام الغذائي للأفراخ من البذور نصف الناضجة والبذور الناضجة، بالإضافة إلى النباتات الخضراء. يرجع السبب في اختيار الشراشير المخططة لبذور الحشائش كعنصر غذائي أساسي إلى أنها مصدر غذاء وفير ومستقر نسبيا في المناخ المفضل لهذه العصافير، كما أنها سهلة التقشير. في بعض المناطق كالمنطقة القاحلة الشرقية في أستراليا، تكون البذور المأخوذة ثابتة، بينما في مناطق أخرى مثل فيكتوريا الشمالية، تطرا تغييرات سنوية في النظام الغذائي حيث تتوفر الأنواع المختلفة بكثرة. لا يوجد تنوع كبير في النظام الغذائي لهذه العصافير. على سبيل المثال، في ساندرينجهام، كوينزلاند، شكلت بذور الدخن نسبة 74% من البذور التي تناولتها الشراشير المخططة على مدى 15 شهرا.
تتغذى الشراشير المخططة عموما على البذور الملقاة على الأرض وتأخذ كل نوع على حدة، لكنها أيضا تأكل البذور الموجودة على رؤوس العشب. للقيام بذلك، إما أنها تطير وتخرج البذور واحدة تلو الأخرى، أو تجثم على فرع قريب. قد تأخذ أيضا البذور الملقاة على الأرض بالقفز والإمساك بها بمنقارها أو بقدميها. تستخدم الشراشير المخططة منقارها للحفر في الأرض بحثا عن البذور المدفونة وذلك في أوقات الندرة. بشكل عام يتم أخذ البذور قليلة القشور (بالمقارنة مع البذور الكاملة) وتكون أكبر وأكثر كثافة، وقد تبحث عن أماكن تواجد البذور لعدة أشهر بعد نفاد مؤنها من البذور. بالإضافة إلى ذلك، يمكن أن يساعد الجثم الاستعماري والتعشيش والبحث عن المؤن في أسراب الطيور على اكتشاف أماكن جديدة من البذور.
تتغذى هذه العصافير عادة في أسراب، وأحيانا تتغذى على هيئة أزواج أو بمفردها. من الشائع ملاحظة الأسراب الصغيرة أو المتوسطة الحجم في موسم التكاثر، ولكن في غير موسم التكاثر يمكن تكوين أسراب تصل إلى حوالي 500 طائر. في بعض الأحيان تتشكل أسراب مختلطة الأنواع مع طيور أخرى من فصيلة شمعية المنقار. قد يتكون سرب للتغذية عن طريق انضمام أفراد إلى آخرين كانوا قد بدأوا بالأكل، أو من قبل أفراد يهبطون على الأرض معا. الطيور التي تصل متأخرة إلى السرب قد تعتمد على التملق للحصول على الطعام الموجود، أو أخذ الطعام من المنافسين، ولكن من المرجح أن من يصل مبكرا سيتمكن من تأمين الطعام لنفسه. تم إجراء دراسة كانت توفر كمية طعام قليلة نسبيا ومصدر واحد يمكن أن يؤخذ منه الطعام، وُجد أن الأفراد الذين يميلون إلى استكشاف المزيد هم الأكثر سيطرة (يُقاس ذلك بعوامل مثل ترتيب وصول الأفراد إلى مصدر الغذاء). قد يكون أولئك الأفراد أيضا أقل نجاحا في منافسة التدافع، حيث توجد أماكن متعددة يمكن العثور فيها على الطعام، ويُفترض أن يكون ذلك نتيجة المفاضلة بين السرعة في أخذ العينات من المنطقة وانخفاض الدقة في اكتشاف البذور.
يكون نشاط البحث عن المؤن في ذروته لدى الشراشير المخططة في الساعة الأولى بعد شروق الشمس والساعة الأخيرة قبل الغروب. في الحالة الأولى، تكمن الزيادة في البحث عن المؤن بأن فترات البحث قصيرة ومتعددة، أما في الحالة الثانية تكون فترات البحث طويلة وقليلة. في الأوقات التي يقل فيها توافر الطعام، من أغسطس إلى سبتمبر في فيكتوريا الشمالية، تزداد فترات التغذية في فترة ما بعد الظهر، ويتم قضاء وقت أقل في أماكن تواجد الطعام قبل المغادرة، وتكون المسافة بين أماكن تواجد الطعام أطول. توجد بشكل عام مجموعتان من الأفراد فيما يتعلق بسلوك البحث عن الطعام. في المجموعة الأولى يكون احتمال بدء فترة التغذية أو إيقافها ثابتا بمرور الوقت، وتكون الوجبات القصيرة أكثر شيوعا. معظم الطيور في هذه المجموعة تقضي فترات أطول عندما تكون الفجوة بينها وبين الفترة السابقة أطول. في المجموعة الثانية (التي قد تتكون من المزيد من الطيور) كلما طالت الفجوة، زاد احتمال أن يبدأ الفرد في التغذية مرة أخرى. كما أنه بالنسبة لمعظم الطيور في هذه المجموعة، ينطبق الأمر نفسه على إيقاف الفترة؛ وكلما طالت المدة زاد احتمال توقفها. عادة ما تكون التغذية دورية في المجموعة الثانية.

### الشرب والاستحمام

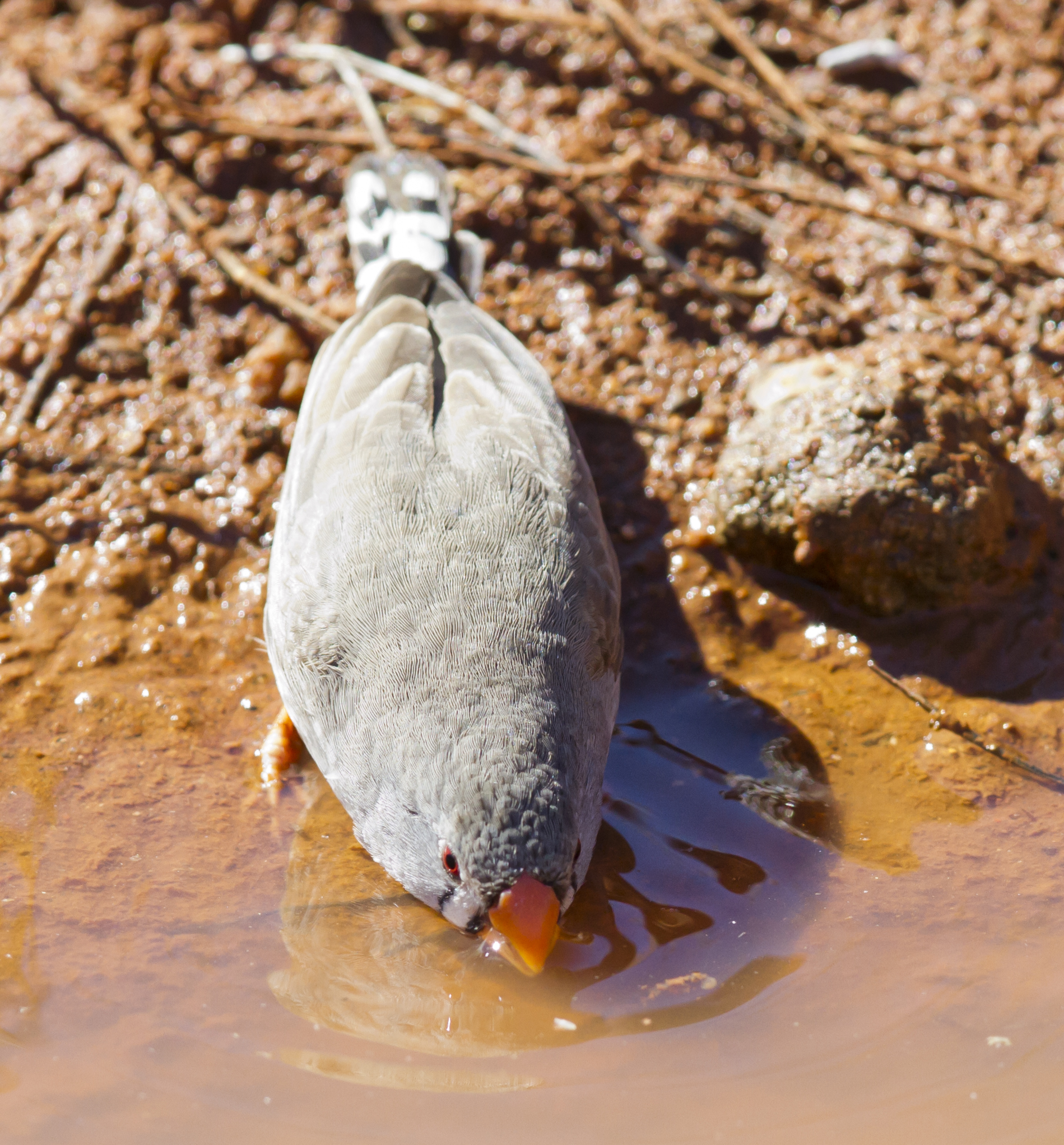
أنثى شرشور، بيلبرا، أستراليا الغربية

تستهلك الشراشير المخططة حوالي 24% إلى 28% من وزن جسمها، أو ما يقارب 3 ملليلتر (0.11 أونصة سائلة؛ 0.10 أونصة سائلة أمريكية) من الماء يوميا عند درجة حرارة من 22 إلى 23 درجة مئوية (72 إلى 73 درجة فهرنهايت). عندما تكون درجة الحرارة أعلى من 40 درجة مئوية (104 درجة فهرنهايت)، قد تشرب من 6 إلى 12 مليلتر (0.21 إلى 0.42 أونصة سائلة؛ 0.20 إلى 0.41 أونصة سائلة أمريكية) من الماء يوميا. يستخرج الشرشور المخطط الماء من البذور أيضا، ويمكنه الحصول على الماء من استقلاب طعامه. يمكن أن يساوي استهلاك الماء الأيضي كمية الماء المفقودة عندما تكون درجات الحرارة أقل من 23 درجة مئوية (73 درجة فهرنهايت)، على الرغم من أن ذلك يقتصر فقط على الطيور التي تعاني من الجفاف تدريجيا. يجب أن تكون الطيور التي تعاني من الجفاف فجأة في درجات حرارة أقل من 12 درجة مئوية (54 درجة فهرنهايت) قبل أن تكون كمية الماء المفقودة مساوية لتلك الناتجة عن عملية التمثيل الغذائي. يمكن أن تتحمل هذه العصافير فترات الانخفاض في استهلاك المياه؛ إحدى الدراسات التي خفضت تدريجيا كمية الماء المعطاة على مدى بضعة أشهر إلى 0.5 إلى 1 ملليلتر فقط (0.018 إلى 0.035 أونصة سائلة؛ 0.017 إلى 0.034 أونصة سائلة أمريكية) أسبوعيا عند درجات حرارة من 22 إلى 24 درجة مئوية (72 إلى 75 درجة فهرنهايت) أثبتت قدرة الشرشور المخطط على البقاء على قيد الحياة في هذه الظروف. بالإضافة إلى ذلك، نجا أكثر من نصف الطيور في تجربة الحرمان الكلي من المياه التي استمرت 513 يوما.

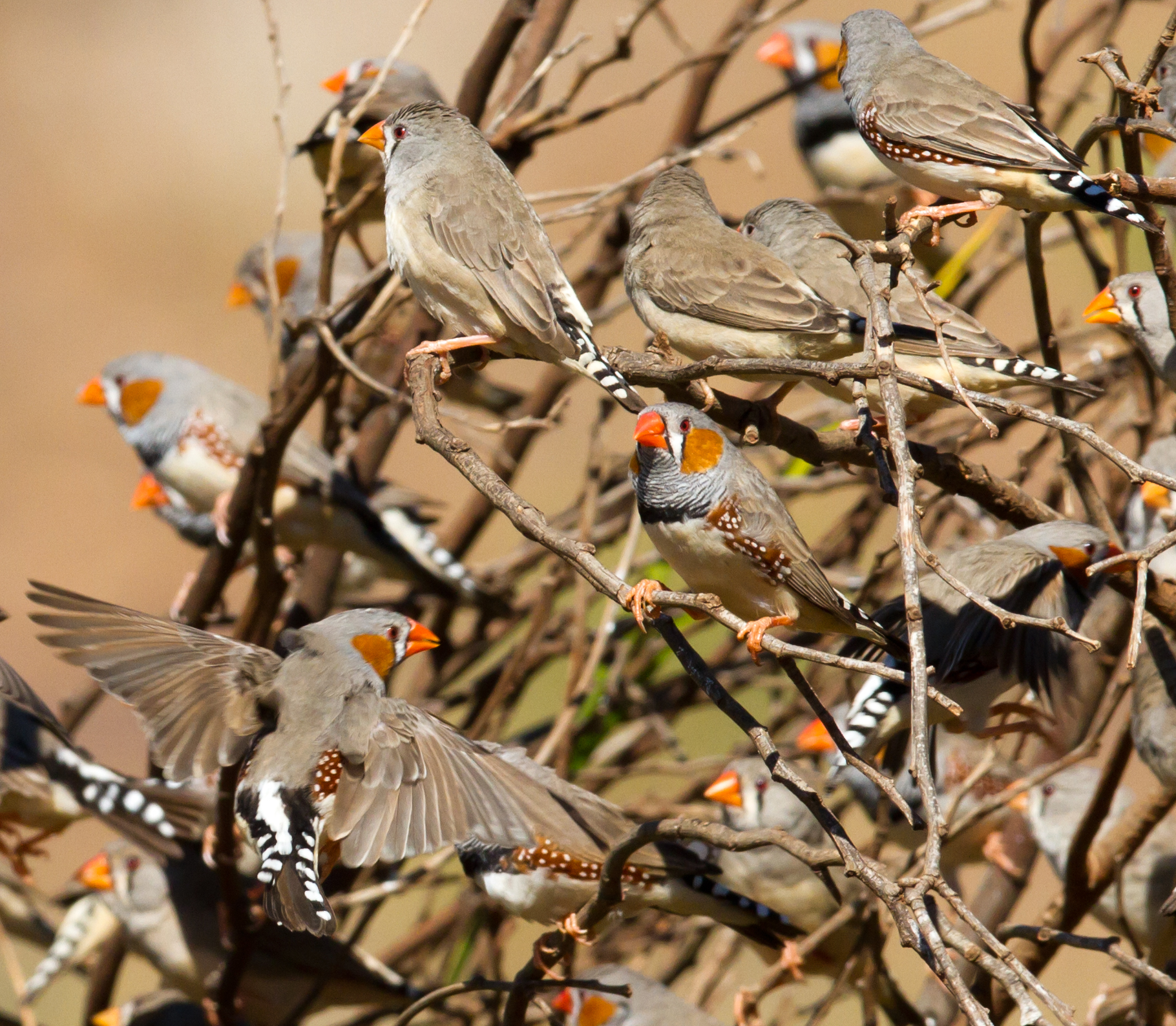
تجمع الشراشير وقت الشرب

عندما يكون الماء قريبا، يشرب الشرشور المخطط بانتظام خلال النهار، أما إذا زادت المسافة عن 5 كيلومترات (3.1 ميل)، فإن الزيارات تصل إلى ذروتها في منتصف النهار. يفضل الشرشور المخطط الشرب من البرك الصغيرة أو تجمعات المياه الأخرى، خاصة الأماكن ذات الضفاف المنحدرة قليلا، كما أنه يفضل مناطق الشرب المكشوفة على المناطق المغلقة. ويمكن أيضا أن يشرب من الندى على أطراف الأوراق. لدرء خطر الافتراس، تتجمع الشراشير المخططة في أسراب على شجرة أو شجيرة بالقرب من حفرة مائية، ولا تبدأ بالشرب إلا بعد تكوين مجموعة كبيرة بما يكفي، ثم تشرب فقط لبضع ثوان. بعد الشرب غالبا ما يستحم الشرشور المخطط لمدة دقيقة تقريبا ثم يجف ويعيد دهن ريشه في بقعة دافئة محمية.
يحتاج الشرشور المخطط فقط إلى 3.6 ثانية في المتوسط لشرب 1.5 ملليلتر (0.053 أونصة سائلة؛ 0.051 أونصة سائلة أمريكية) من الماء، وتستغرق هذا القدر القصير من الوقت في كل مرة تشرب بها الماء من خلال طريقة الشرب حيث تبتلع الماء الذي تحصل عليه بينما لا يزال طرف المنقار مغمورا، على عكس معظم الطيور التي ترفع طرف المنقار لأعلى حتى تبتلع. يتم القيام بهذا التصرف الفريد من خلال جعل اللسان يجرف الماء في البلعوم. بعد ذلك، تدفع مقدمة الحنجرة الماء إلى المريء، ومن خلال التمعج تأخذ السائل إلى الحوصلة. قد يكون تطور هذه الطريقة بسبب التعديلات اللازمة التي كانت موجودة بالفعل بسبب الحاجة إلى تقشير البذور وابتلاعها بسرعة. يسمح ذلك بشرب المياه بشكل أسرع وأخذه من مصادر أكثر تنوعا مثل قطرات الندى، وأحواض الماشية والتي تتطلب أن يشرب الطائر رأسا على عقب.

### تنظيم درجة الحرارة
قد تختلف درجة حرارة جسم الشرشور المخطط (تُقاس من المذرق) من 38 إلى 44 درجة مئوية (100 إلى 111 درجة فهرنهايت)، حيث ترتفع مع زيادة درجات حرارة الجو. درجات حرارة الجسم التي تزيد عن 45 درجة مئوية (113 درجة فهرنهايت) يمكن أن تسبب الوفاة في غضون ساعة. تُبرِّد هذه العصافير نفسها أولا عن طريق تغطية ريشها بالماء مع عدم التحريك وإبقاء أجنحتها للخارج للسماح للمناطق ذات الريش الرقيق بالظهور. كما أن لديها قدرة كبيرة على التبريد التبخيري عبر الرئتين والجلد حيث تفقد قياسات للحرارة من خلال التبريد التبخيري قد تصل إلى 1.37 عند 43.4 درجة مئوية (110.1 درجة فهرنهايت). يمكن أن يحدث هذا نتيجة اللهاث والذي يبدأ عندما تصل درجة حرارة الجسم إلى 42 إلى 43 درجة مئوية (108 إلى 109 درجة فهرنهايت) وقد يبدأ ذلك عندما تكون درجة حرارة الجو منخفضة مثل 32 درجة مئوية (90 درجة فهرنهايت). يمكن لذلك أن يتسبب بالجفاف مما قد يؤدي إلى الدخول في حالة خمول. بالإضافة إلى ذلك، فإن شبكة الشرايين والأوردة البسيطة والمتقاربة جدا من بعضها البعض (الموجودة في الرأس) لدى الشرشور المخطط تجعلها غير قادرة على تبريد الدماغ بشكل فعال كالطيور الأخرى مثل العوسق الشائع. القصور في القدرة على تبريد الدماغ بالإضافة إلى الجفاف يؤديان إلى موت الكتلة الموجودة خلال فترات طويلة من الارتفاع في درجات الحرارة. على سبيل المثال، في يناير 1932 تراوحت درجات الحرارة من 47 إلى 52 درجة مئوية (117 إلى 126 درجة فهرنهايت) لمدة 16 يوما في المناطق الشمالية من جنوب أستراليا، مما تسبب في موت ما يزيد عن عشرات الآلاف من هذه الطيور مع العثور على الكثير منها في السدود.

## الحيوانات المفترسة
تشمل الحيوانات التي تفترس الشراشير المخططة أنواعا من الأفاعي مثل أفعى النمر، وبعض السحالي، وطيور مثل آكل العسل، وقوارض مثل الجرذ الأسود وفأر المنازل. تُعتبر الجرابيات آكلة اللحوم أيضا من الحيوانات المفترسة للأعشاش، كما تصطاد البومة البيضاء الشراشير البالغة.